# 側斑管竺鯛
側斑管竺鯛（學名：Siphamia guttulata），又稱側斑管天竺鯛，為輻鰭魚綱鈎頭魚目天竺鯛科管竺鯛屬下的一個種，分布於中西太平洋澳洲昆士蘭海域，深度11至12公尺，本魚體橢圓，體稍側扁，頭大、眼大、口大且斜裂，頜齒細小，鋤骨和腭骨通常具齒，舌上無齒，體被弱櫛鱗，前鰓蓋骨具鋸齒，體色銀色，身體佈滿小黑點，虹膜深棕色，魚鰭白色，腹鰭棘上有小黑色斑點，具有發光器官，背鰭2個，尾鰭叉形，背鰭硬棘8枚、背鰭軟條9枚、臀鰭硬棘2枚、臀鰭軟條8枚，體長可達1.6公分，棲息沙泥底質海域，夜間活動，屬肉食性，繁殖期時，雄魚具有口孵習性，卵約7日化成仔魚，由雄魚吐出，具短暫的仔魚飄浮期，生活習性不明。